# The Infamous Mobb Deep
The Infamous Mobb Deep – ósmy studyjny album amerykańskiego duetu hip-hopowego Mobb Deep, którego premiera odbyła się 1 kwietnia 2014 roku. Wydawnictwo ukazało się nakładem wytwórni Infamous Records i HClass Entertainment. Projekt okładki wykonał Dom Rinaldi. Drugi nośnik płyty zawiera nagrania zarejestrowane podczas sesji do albumu Infamous z 1995 r.
Pierwszy singel pt. "Taking You off Here" miał swoją premierę 29 stycznia 2014 r. podczas audycji w nowojorskim radiu Hot97. Był to pierwszy oficjalny utwór z albumu. Dwa dni później został wydany cyfrowo. 5 marca 2014 r. ukazał się teledysk.
Płyta zadebiutowała na 49. miejscu amerykańskiej listy notowań Billboard 200 ze sprzedażą 7 100 egzemplarzy.

## Lista utworów
Źródło.
CD I
| Nr  | Tytuł utworu          | Producent                               | Goście         | Długość |
| --- | --------------------- | --------------------------------------- | -------------- | ------- |
| 1.  | „Taking You Off Here” | Havoc                                   |                | 3:23    |
| 2.  | „Say Something”       | Illmind                                 |                | 4:00    |
| 3.  | „Get Down”            | Havoc                                   | Snoop Dogg     | 4:24    |
| 4.  | „Dirt”                | Gabriel Lambirth, Illmind, Karon Graham |                | 2:52    |
| 5.  | „Timeless”            | Beat Butcha                             |                | 4:25    |
| 6.  | „All a Dream”         | Ommas Keith                             |                | 2:50    |
| 7.  | „Low”                 | Seven Thomas, Havoc, Boi-1da            | Mack Wilds     | 3:27    |
| 8.  | „Murdera”             | Illmind                                 |                | 3:25    |
| 9.  | „Check the Credits”   | Illmind                                 |                | 3:06    |
| 10. | „Gimme All That”      | Havoc                                   |                | 3:31    |
| 11. | „Legendary”           | Havoc, Boi-1da, The Maven Boys          | Bun B, Juicy J | 4:01    |
| 12. | „Lifetime”            | The Alchemist                           |                | 3:06    |
| 13. | „My Block”            | Kaytranada                              |                | 2:07    |
|     |                       |                                         |                | 44:37   |

CD II
| Nr  | Tytuł utworu              | Producent | Goście                         | Długość |
| --- | ------------------------- | --------- | ------------------------------ | ------- |
| 1.  | „Eye for an Eye”          | Mobb Deep | Ghostface Killah, Nas, Raekwon | 6:47    |
| 2.  | „Skit”                    | Mobb Deep |                                | 2:30    |
| 3.  | „Get It in Blood”         | Mobb Deep |                                | 5:32    |
| 4.  | „Gimme the Goods”         | Mobb Deep |                                | 5:20    |
| 5.  | „If It's Alright”         | Mobb Deep | Noyd                           | 5:12    |
| 6.  | „Skit Mobb 1995”          | Mobb Deep |                                | 1:26    |
| 7.  | „Survival of the Fittest” | Mobb Deep |                                | 5:15    |
| 8.  | „Temperature's Rising”    | Mobb Deep |                                | 5:19    |
| 9.  | „The Bridge”              | Mobb Deep |                                | 5:35    |
| 10. | „Skit”                    | Mobb Deep |                                | 1:52    |
| 11. | „The Money”               | Mobb Deep |                                | 7:16    |
| 12. | „The Money (Version 2)”   | Mobb Deep |                                | 4:33    |
| 13. | „We About to Get Hectic”  | Mobb Deep |                                | 4:47    |
| 14. | „The Infamous”            | Mobb Deep |                                | 4:05    |
|     |                           |           |                                | 1:05:29 |